# Schnauze

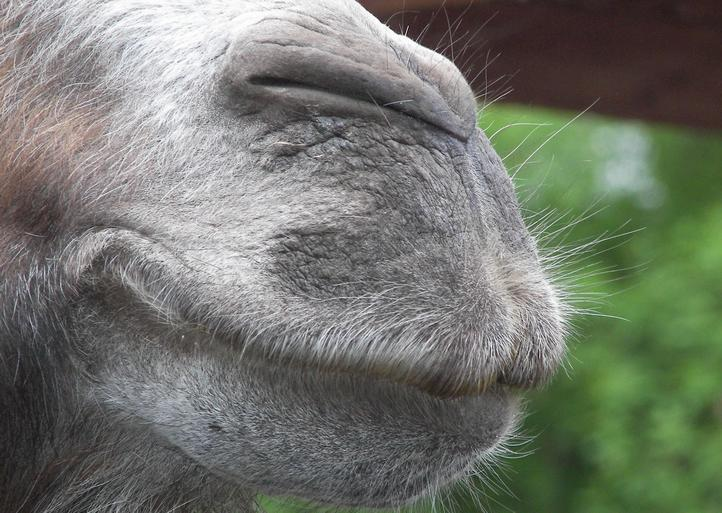
Maul eines Kamels

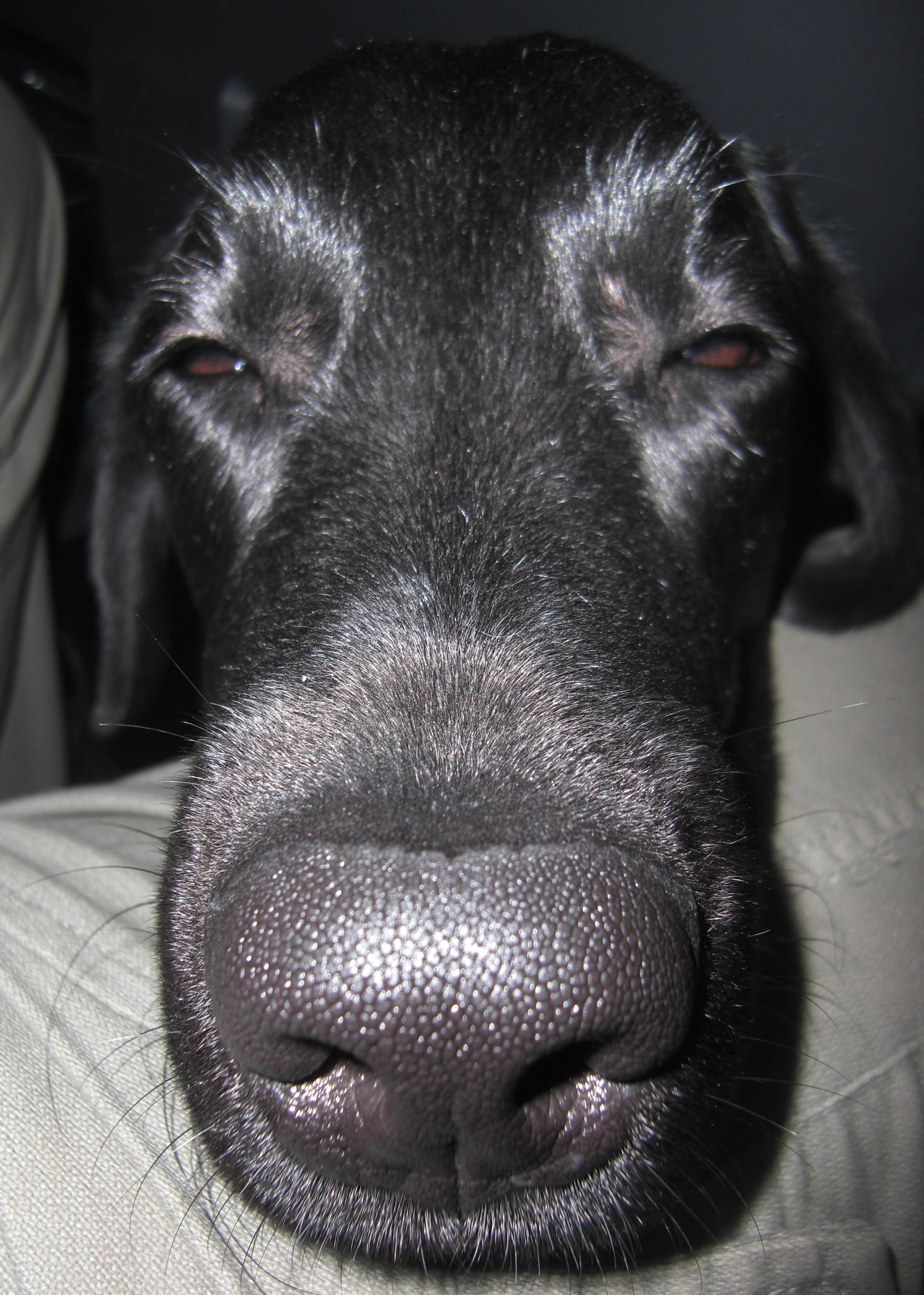
Schnauze eines Haushundes

Die Schnauze ist im weiteren Sinn der bei Wirbeltieren vorspringende Teil des Kopfes unterhalb der Augen. Im engeren Sinn wird unter dem Begriff „Schnauze“ die Mundöffnung mit der Mundhöhle verstanden und vorwiegend auf fleischfressende Wirbeltiere bezogen; bei pflanzenfressenden Arten wird diese Kopfregion meist als „Maul“ bezeichnet. Die Schnauze wird im Wesentlichen vom Kauapparat gebildet und dient als Organ der Ernährung, insbesondere dem Nahrungserwerb und der Nahrungsaufnahme.

## Anatomie
Die Schnauze umfasst den Bereich um den Mund mit dem Kiefer und bei den Säugetieren zudem die Wangen. Dieser Bereich des knöchernen Schädels wird als Rostrum bezeichnet. Ist dieser Bereich von Horn umgeben, handelt es sich um einen Schnabel (etwa bei Vögeln, Schildkröten oder dem Schnabeltier). Eine im Bereich der Schnauze muskulös verlängerte Nase wird als Rüssel bezeichnet. Am oberen Teil der Schnauze wird die Nase fortgeführt, daher befinden sich die Nasenlöcher in der Regel am vorderen Schnauzenende.
Da der Bereich der Schnauze primär der Nahrungsaufnahme dient und zugleich den vordersten Bereich des Kopfes darstellt, besitzt er eine Reihe von Sinnesorganen. So nimmt die Nase Gerüche auf; die in der Schnauze liegende Zunge ist mit Geschmacksknospen ausgestattet. Bei verschiedenen Reptilien befindet sich zur Geruchswahrnehmung im Gaumen zudem das Jacobson-Organ, und viele Säugetiere haben einen Nasenspiegel (Rhinarium) ausgebildet. Hinzu kommen, abhängig von der betrachteten Tiergruppe, Mechanorezeptoren (bei vielen Säugetieren mit speziell ausgebildeten Fühlhaaren, den Vibrissen) und Thermorezeptoren.